# Fábio de Luca
Fábio de Luca (Rio de Janeiro, 20 de março de 1980) é um ator, comediante, roteirista e diretor brasileiro. Ficou conhecido por sua atuação no canal de humor Porta dos Fundos, além de sua passagem pelo Parafernalha e pela companhia teatral Amigos da Luz. Também possui trabalhos no cinema e na televisão, tendo participado do Prêmio Multishow de Humor em 2013.
Ao longo de sua carreira, atuou em diversas produções televisivas e cinematográficas. Na TV, participou de séries como B.O. (2023), Eleita (2022), Peçanha Contra o Animal (2021) e Sob Pressão (2017). No cinema, esteve presente em filmes como Ninguém é de Ninguém (2023), Juntos e Enrolados (2022), Te Prego Lá Fora (2021) e A Primeira Tentação de Cristo (2019).
Em 2025, fará sua estreia na teledramaturgia da TV Globo na novela Êta Mundo Melhor!, interpretando o Detetive Sabiá, e também dará vida ao Coronel Tenório Madeira no remake de Dona Beja, previsto para estrear no serviço de streaming Max em janeiro do ano que vem.

## Biografia
Fábio de Luca nasceu no Rio de Janeiro, em 20 de março de 1980. Desde pequeno, demonstrava interesse pelo teatro e pela comédia. Sua primeira experiência nos palcos foi inusitada: ainda criança, invadiu uma peça teatral e começou a interagir com os atores no palco, arrancando risadas do público. Esse momento marcou o início de sua paixão pela atuação.
Criado em uma família que sempre incentivou a criatividade, Fábio teve como grande referência seu avô, Danilo Ribeiro, jornalista e escritor, que despertou nele o interesse pela narrativa e pela construção de personagens. Desde cedo, desenvolveu um olhar atento para o humor e a observação do cotidiano. Apaixonado por cinema e literatura, passou a se interessar também por escrita e improvisação, habilidades que mais tarde se tornariam parte essencial de sua carreira. Ainda jovem, começou a estudar teatro, experimentando diferentes estilos de atuação, desde a comédia de esquetes até a dramaturgia tradicional.
Fora dos palcos, Fábio é um grande entusiasta da cultura pop e do humor inteligente. Em entrevistas, já mencionou que o humor sempre foi uma forma natural de expressão para ele, tanto na vida pessoal quanto na profissional. Além da atuação, dedica-se também à escrita e à criação de roteiros, buscando sempre expandir seu repertório artístico e explorar novas possibilidades dentro do entretenimento.

## Carreira
Fábio começou sua carreira no teatro infantil, onde desenvolveu suas habilidades cênicas e seu timing cômico. Com o tempo, migrou para produções voltadas ao público adulto, destacando-se não apenas como ator, mas também como roteirista e diretor. Ao longo dos anos, acumulou experiência tanto nos palcos quanto no audiovisual, explorando diferentes gêneros do humor e ampliando sua atuação para projetos de grande alcance.
Criou a companhia teatral Amigos da Luz em conjunto com seu sócio Fábio Oliviere, onde passou a atuar regularmente e a colaborar na criação de roteiros e na direção de espetáculos e esquetes para o YouTube. No audiovisual, começou a ganhar projeção ao ingressar no Parafernalha, um dos principais canais de humor do YouTube brasileiro, onde atuou e escreveu roteiros para esquetes de grande sucesso.
Seu talento o levou ao Porta dos Fundos, onde se consolidou como um dos rostos mais conhecidos do canal, participando de inúmeras esquetes de grande repercussão. Além de atuar, também desempenhou funções como roteirista e diretor, contribuindo para o desenvolvimento do humor crítico característico do grupo.
Um de seus papéis mais marcantes no Porta dos Fundos foi o de Dona Helena, uma senhora conservadora que ironizava fake news e negacionismo durante a pandemia da COVID-19. A esquete gerou grande repercussão e colocou Fábio em evidência como um dos nomes mais versáteis do canal, sendo elogiado por sua capacidade de unir humor e crítica social.
Ao longo da carreira, expandiu sua atuação para a televisão e o cinema, participando de diversas séries e filmes. No Multishow, competiu no Prêmio Multishow de Humor (2013), que abriu portas para outros projetos televisivos. Posteriormente, esteve em séries como Sob Pressão (2017), B.O. (2023), Eleita (2022) e Peçanha Contra o Animal (2021). No cinema, atuou em produções como  Ninguém é de Ninguém (2023), Juntos e Enrolados (2022), Te Prego Lá Fora (2021) e A Primeira Tentação de Cristo (2019).
Em 2025, Fábio expandirá ainda mais sua trajetória artística ao estrear em uma novela de época. Na TV Globo, interpretará o Detetive Sabiá na novela Êta Mundo Melhor!. No ano que vem, ele vai estrelar no streaming onde vai dará vida ao Coronel Tenório Madeira no remake de Dona Beja, outra novela de época, que será lançado pela plataforma Max. O ator também integra o elenco da quarta temporada de LOL: Se Rir, Já Era, produzido pela plataforma Prime Video.

## Filmografia
| Ano  | Título                    | Personagem                                   | Notas                                       |
| ---- | ------------------------- | -------------------------------------------- | ------------------------------------------- |
| 2013 | Prêmio Multishow de Humor | Ele mesmo                                    | Programa de competição de humor, Multishow  |
| 2014 | Fred e Lucy               | Salamanka                                    | 1.ª temporada, Episódio 8, Multishow        |
| 2017 | A Vila                    | Chicão                                       | 1.ª temporada, Episódio 5, Multishow        |
| 2017 | Sob Pressão               | Nilson                                       | 1.ª temporada, Episódio 7, TV Globo         |
| 2018 | Borges                    | Renato                                       | 1.ª temporada, Episódio 7, Porta dos Fundos |
| 2018 | 1 Contra Todos            | Frentista                                    | 3.ª temporada, Episódio 2, Fox Brasil       |
| 2018 | Os Suburbanos             | Gilberto Leite                               | 4.ª temporada, Episódio 26, Multishow       |
| 2018 | Polêmica da Semana        | Nonô                                         | 1.ª temporada, Episódio 2, Porta dos Fundos |
| 2019 | Surfe de Titãs            | Ronaldo                                      | Minissérie, Episódio 1, Porta dos Fundos    |
| 2022 | Eleita                    | Altair Da Mata                               | Série de TV, Amazon Prime Video             |
| 2023 | B.O.                      | Wesley, especialista do esquadrão antibombas | 1.ª temporada, Episódio 7, Netflix          |
| 2025 | LOL: Se Rir, Já Era       | Ele mesmo                                    | Reality show, Prime Video                   |
| 2025 | Pablo & Luisão            | Thiagão                                      | 1.ª temporada, Episódio 14, Globoplay       |
| 2025 | Êta Mundo Melhor!         | Detetive Sabiá                               | Novela, TV Globo                            |
| 2026 | Dona Beja                 | Coronel Tenório Madeira                      | Novela, Max                                 |

#### Cinema
| Ano  | Título                                | Personagem      |
| ---- | ------------------------------------- | --------------- |
| 2014 | Copa de Elite                         | O Solitário     |
| 2016 | Vidas Partidas                        | Pedro           |
| 2018 | Especial de Natal: Se Beber, Não Ceie | Bartolomeu      |
| 2019 | Teocracia em Vertigem                 | João            |
| 2019 | A Primeira Tentação de Cristo         | Lázaro          |
| 2021 | Peçanha Contra o Animal               | Delegado        |
| 2021 | Te Prego Lá Fora                      | Lázaro          |
| 2022 | Juntos e Enrolados                    | Carlos Mário    |
| 2023 | Ninguém é de Ninguém                  | Médium          |
| 2023 | Não Tem Volta                         | César Rodrigues |

#### Internet
| Ano        | Título           | Função                    |
| ---------- | ---------------- | ------------------------- |
| 2014       | Parafernalha     | Ator, roteirista          |
| 2015–atual | Amigos da Luz    | Ator, diretor, roteirista |
| 2018–atual | Porta dos Fundos | Ator                      |

## Teatro
| Ano  | Título                         | Personagem            | Notas       |
| ---- | ------------------------------ | --------------------- | ----------- |
| 1996 | A Viagem de Pedro o Afortunado | Pedro                 | Ator        |
| 1996 | O Círculo de Giz Caucasiano    | Vários                | Ator        |
| 1999 | O Caqui que Lê                 | Príncipe              | Autor, ator |
| 1999 | Se Seu Rhabbu Falasse...       | Vários                | Autor, ator |
| 2000 | A Tragicomédia de Copacabana   | Alzira                | Autor, ator |
| 2008 | Morrendo e Aprendendo          | Lourdes, Serafina     | Autor, ator |
| 2011 | Na Praça dos Girassóis         | Espírito, Dona Pureza | Autor, ator |
| 2012 | Muito Além da Janela           | Pomposa               | Autor, ator |
| 2013 | Samara Sempre Sabe             | Eldora                | Autor, ator |
| 2014 | Irmãs Buonanotte               | Patcha                | Autor, ator |
| 2015 | Patéticos                      | Vários                | Autor, ator |
| 2017 | ReencarnaShow                  | Vários                | Autor, ator |
| 2019 | 60 Minutos Para Morrer         | Nelson                | Autor, ator |
| 2020 | Fim?                           | Tia, Amiga, Terapeuta | Ator        |
| 2023 | Sedes                          | Boon                  | Ator        |

## Prêmios e Indicações
| Ano  | Prêmio | Categoria      | Trabalho                              | Resultado | Notas                                                                         |
| ---- | ------ | -------------- | ------------------------------------- | --------- | ----------------------------------------------------------------------------- |
| 2019 | Emmy   | Melhor Comédia | Especial de Natal: Se Beber, Não Ceie | Vencedor  | Fábio de Luca participou como ator na produção vencedora do Porta dos Fundos. |